# نيكولاي ملادينوف
نيكولاي ملادينوف (بالبلغارية: Николай Евтимов Младенов)، (بالإنجليزية: Nikolay Mladenov)‏ مواليد 5 مايو 1972، هو سياسي بلغاري شغل منصب وزير الشؤون الخارجية في حكومة رئيس الوزراء بويكو بوريسوف 2010 - 2013 كما وكان ملادينوف عضوا في البرلمان الأوروبي 2007-2009. وشغل منصب وزير الدفاع للفترة من 27 يوليو 2009 ولغاية 27 يناير 2010. وفي 2 أغسطس 2013 عين نيكولاي ملادينوف من قبل بان كي مون ممثلا للأمم المتحدة في العراق ورئيسا لبعثة الأمم المتحدة لمساعدة العراق (يونامي) .

## السيرة الذاتية
ولد نيكولاي ملادينوف في الخامس من مايو عام 1972 في مدينة صوفيا وفي عام 1995 تخرج من جامعة الاقتصاد الوطني والعالمي وتخصص في العلاقات الدولية وفي العام التالي حصل على درجة الماجستير في دراسات الحرب من جامعة كينكز كولدج بلندن